# Společenská odpovědnost ve sportu
Společenská odpovědnost ve sportu je definována jako závazek zlepšit blaho komunity prostřednictvím diskrétních obchodních praktik a příspěvků z firemních zdrojů. Obecný termín společenská odpovědnost zahrnuje dobrovolné začlenění sociálních a ekologických aspektů do podnikatelských aktivit firmy, přičemž tyto kroky jsou realizovány ve spolupráci se stakeholdery, tedy se zainteresovanými stranami. Společensky odpovědné organizace během svého fungování cílí na dosažení ekonomických cílů, ale zároveň o naplnění sociálních a environmentálních aspektů své činnosti. Společnosti můžou použít sport jako prostředek k plnění svých společenských povinností, které přesahují pouhé vytváření zisku. Konkrétně se jedná o aktivní účast na významných sportovních akcích. Společenská odpovědnost (CSR) se neuplatňuje jen ve firemním prostředí, ale ovlivňuje celou řadu dalších subjektů. Mezi důležité subjekty v začleňování principů CSR patří zejména sportovní organizace.
Společenská odpovědnost v profesionálním sportovním odvětví má však ještě větší potenciál ovlivnit životy na místní, národní, a dokonce i globální úrovni. Sport má schopnost sjednotit různorodé skupiny jednotlivců a postavení sportu v populární kultuře umožňuje sportovcům a sportovním organizacím upozorňovat na řadu sociálních problémů. S tím, jak roste přítomnost sportu v kultuře, roste i jeho schopnost poskytovat CSR a mít pozitivní dopad na komunity po celém světě.
Ve sportu nastal rozmach v oblasti CSR teprve v posledních letech a CSR se stala klíčovým prvkem řady sportovních organizací z celého světa. CSR se stává mnohem významnější součást agendy řídících orgánů ve sportovních organizacích, a to včetně těch, které působí na mezinárodním poli. Jde například o Mezinárodní olympijský výbor (MOV) nebo Evropskou fotbalovou asociaci (UEFA).

## Pyramida CSR a sport

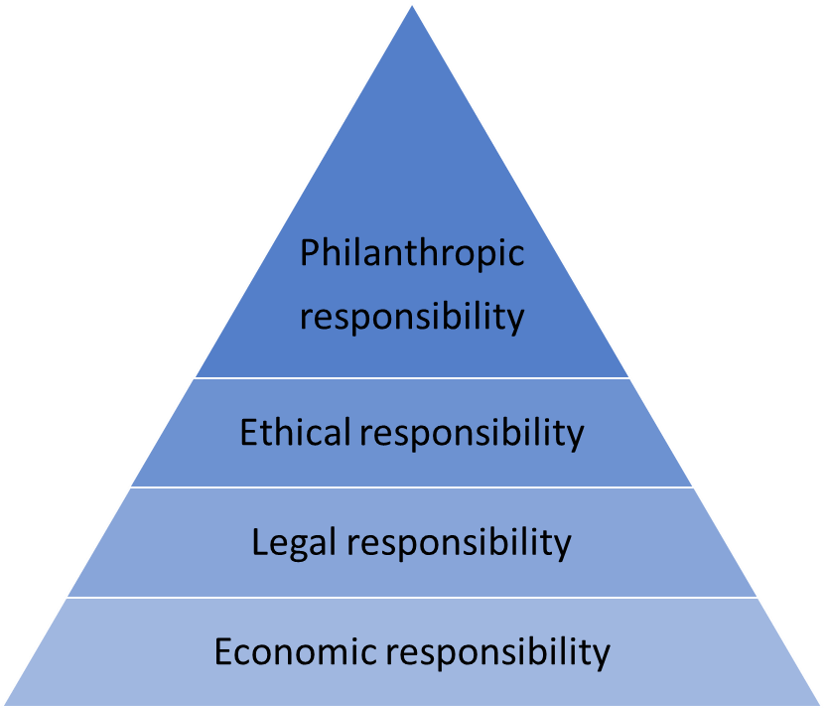
Pyramida CSR

Jedná se o jednoduchý model, který znázorňuje čtyři úrovně společenské odpovědnosti podniků. Konkrétně se v pyramidě vyznačují ekonomická zodpovědnost, právní zodpovědnost, etická zodpovědnost a filantropická zodpovědnost.
Ekonomická zodpovědnost je ve sportovním odvětví spojená s generováním příjmů a zisků, či investicemi do infrastruktury a sportovního zázemí. Právní zodpovědnost se vyznačuje dodržováním právních předpisů, ve sportu je mnohem typičtější proměnnou fair play. Etická zodpovědnost může nabývat velkého množství podob a týká se jí zejména doping, korupce nebo respektování lidských práv. Nejvyšším vrcholem pyramidy je filantropická zodpovědnost, která se snaží o ekologickou udržitelnost či spolupráce s neziskovými organizacemi.

## Znaky sportu jako vhodného prostředku CSR
Obecně je uváděno sedm jedinečných rysů, které předurčují sport k tomu, aby se stal vhodným prostředkem pro realizaci CSR:
Zájem masmédií – lze využít globálního dosahu sportu jako celku, jednotlivých odvětví i samotných sportovců. CSR může publicita spojená se sportem pomoci, jelikož se mohou jednotlivé aktivity provozované v rámci CSR jednodušeji distribuovat ke společnosti.
Atraktivita pro mládež – sport je neodmyslitelnou součástí života mladých lidí, ať už se jedná o aktivní sportování nebo o divácké hledisko. CSR dokáže v tomto ohledu zlepšit sebevědomí, podporovat dobré občanství, posiluje hodnotu dovedností a spolupráce, a podporuje fyzicky aktivní životní styl.
Pozitivní zdravotní dopady – implementace CSR ve sportovním odvětví může pozitivně ovlivnit zdraví celé společnosti, větší impakt bude mít v zemích, kde je vyšší míra nadváhy či obezity.
Sociální interakce – sport nabízí platformu pro podporu sociální interakce funkčním způsobem. I když se to možná přeceňuje a až na výjimky může být sportovní soupeření silou, která podporuje stabilitu, demokracii a mír.
Zábava a pozitivní emoce – CSR ve sportu je spojeno s povědomím o životním prostředí a udržitelnosti. V posledních letech je hodně vidět činnost Mezinárodního olympijského výboru, který podpořil velkou odpovědnost za životní prostředí. 
Informovanost o udržitelnosti – v posledních letech je stále více skloňována otázka udržitelnosti. Některé sportovní akce více usilují o zvýšení povědomí ohledně otázek, které se týkají právě udržitelnosti.
Zlepšení kulturního porozumění a integrace – sport může šířit porozumění a toleranci prostřednictvím představování nových kulturních hodnot zábavnou a interaktivní formou. Příkladem mohou opět být zahajovací či závěrečné ceremoniály velkých sportovních akcí, jako jsou olympijské hry.

## Hlavní problémy
Byly specifikovány hlavní problémy, na které by se měla CSR v oblasti sportu více soustředit. Je nutné usilovat o dodržování pravidel fair play, bezpečnost účastníků sportovních akcí a diváků, nezávislost výsledků, zaměření se na komplexní rozvoj sportujících, zajištění kvalifikovaných trenérů, větší transparentnost a důvěryhodnost řízení sportovních organizací, ale také zlepšení vztahu s místními komunitami a respektování principů ochrany životního prostředí.

## Implementace CSR do sportovních organizací
Aby se CSR stala nedílnou součástí strategického řízení sportovních organizací, je nutné její principy zahrnout do základních hodnot, strategií či procesů na všech úrovních organizací. Před samotnou implementací je klíčové brát zřetel na přípravnou fázi, která by měla zahrnovat důkladné zhodnocení dosavadních přístupů sportovních organizací k CSR. Důležitou součástí při tvorbě strategie v souladu s CSR je implementační rámec, který je tvořen čtyřmi koncepčními fázemi: plánuj, realizuj, prověř, zlepši.  Důležitou součástí pro sportovní odvětví je definovat klíčové stakeholdery a jejich cíle, zájmy a vliv.
Cíle v samotné strategii by měly být v souladu s pravidly SMART cílů, klíčové je stanovení hodnotících proměnných. Ze studie z profesionálního fotbalu vyplývá, že by se sportovní organizace neměly soustřeďovat pouze na hodnocení z ekonomické perspektivy, ale měly by prát v potaz také integračně-politickou perspektivu a eticko-emoční perspektivu. Způsobů stanovení hodnotících proměnných je však mnoho.
Pro sportovní organizace je zásadní budoucí komunikace CSR aktivit. Může se jednat o propagaci této problematiky prostřednictvím webových klubů, sociálních sítí, klubových magazínů, prostor v hale, dresů hráčů apod. Informovanost veřejnost o CSR přístupů organizace je možná také skrz CSR reporting a další nástroje.